# 威廉·斯图尔特 (赛艇运动员)
威廉·斯图尔特（英語：William Stewart，1997年5月11日—），英国男子赛艇运动员。他曾代表英国参加捷克拉奇采举行的2022年世界赛艇锦标赛，获得男子四人单桨无舵手金牌。